# Berita
Berita és un antic llogaret ubicat en l'actual terme municipal de Ribesalbes. Durant l'època en la qual estigué poblat, depengué de la vila d'Onda. Està ubicada al nord del riu de Millars. Pascual Madoz, al seu Diccionario Geográfico-Estadístico de España y sus posesiones de ultramar (1849), la situa a una llegua de distància d'aquest riu.
Aquesta població va ser fundada pels musulmans, els quals explotaven unes mines de ferro de la zona. També es dedicaven a l'agricultura de regadiu, gràcies a una font propera, anomenada font Beita actualment. Tot fa indicar que es va despoblar al segle xiii quan, arran de la conquesta cristiana, els moros del terme foren confinats al barri de la Moreria.